# Hermanas Agazzi
Rosa (1866-1951) y Carolina Agazzi (1870-1945) fueron dos pedagogas italianas nacidas en Volongo, en la provincia de Cremona. Trabajaron en el ámbito de la educación infantil (hasta 6 años de edad).
Su método se basa en respetar escrupulosamente la libertad, espontaneidad del niño pequeño mediante su trabajo independiente y la presentación de contenidos a través de actividades lúdicas. Lo más importante para ellas era el trato humano, es decir, enseñar con amor y ternura a los niños. A diferencia del método Montessori, en consonancia con los orígenes humildes de los niños que atendían, los materiales que utilizan para sus trabajos suelen ser de desecho.
Optan por una disposición circular de la clase. Tienen una canción para realizar cada actividad.
El método Agazzi ha influido notablemente en la educación infantil italiana. Según datos del ministerio de educación italiano se calcula que en 1948 el 74% de las escuelas infantiles italianas lo seguían. En España su incidencia es mucho menor, si bien ciertos elementos como el uso de contraseñas o el reconocimiento de una cierta función maternal de las educadoras infantiles se los debemos a las Agazzi.
Son áreas fundamentales en su sistema:
- Educación sensorial: se desarrolla ordenando por colores, materias y formas de los objetos.
- Instrucción intelectual: se basa en la exploración del mundo y la percepción natural de los conceptos.
- Educación del sentimiento: contra la agresividad. Se desarrolla practicando la religión, la educación física y la educación moral.

- Datos: Q1060481